# Бобровая гора
Бобро́вая гора́ — горная вершина в Хакасии, в Орджоникидзевском районе, имеет абсолютную высоту 1674 м, относительную высоту 670 м, одна из возвышенностей Кузнецкого Алатау, располагается в 10 км южнее посёлка Приисковый. Бобровая гора имеет 3 вершины с высотой 1600—1674 м. На южном склоне, на высоте 1350 м, выделяются скалы-останцы до 6 м. Склоны покрыты тайгой до абсолютной высоты 1300 м. Вершины с отметки 1400 м лишены древесной растительности, характерны курумники. С северного склона берут начало 2 ручья, при слиянии образующие реку Правая Сарала — приток реки Чёрный Июс. На восточном склоне находится исток реки Бобровой, впадающей в реку Малый Чёрный Июс.